# Veselinka Šušić
Veselinka T. Šušić (* 11. Mai 1934 in Belgrad; † 23. Juni 2018 ebenda) war eine jugoslawische bzw. serbische Medizinerin mit Schwerpunkt auf den Fachgebieten Physiologie und Neurophysiologie, insbesondere der Schlafforschung.

## Leben
Veselinka Šušić wurde 1970 an der Medizinischen Fakultät der Universität Belgrad promoviert; dort lehrte sie ab 1982 als ordentliche Professorin.
1985 wurde sie korrespondierendes Mitglied und 1997 Vollmitglied der Serbischen Akademie der Wissenschaften und Künste.

## Veröffentlichungen (Auswahl)

### Bücher
- Budnost, spavanje i sanjanje, 1977 (Wachheit, schlafen und träumen)

### Artikel in Zeitschriften
- mit Ružica Kovačević: Sleep patterns in the owl Strix aluco. In: Physiology & behavior. Band 11, Nummer 3, September 1973, S. 313–317, PMID 4355440.
- mit Gordana Maširević: Effects of repeated administrations of dihydroergotoxine (Redergine) on the sleep-wakefulness cycle in the cat. In: Gerontology. Band 27, Nummer 1–2, 1981, S. 1–6, doi:10.1159/000212442, PMID 7215813.
- mit Ružica Kovačević-Ristanović: Effects of restricted sleep with different exercise loads upon subsequent sleep. In: Archives internationales de physiologie et de biochimie. Band 88, Nummer 1, Februar 1980, S. 1–13, PMID 6155878.
- mit Gordana Maširević: Sleep patterns in the Mongolian gerbil, Meriones unguiculatus. In: Physiology & behavior. Band 37, Nummer 2, 1986, S. 257–261, PMID 3737736.
- mit Sanja Totić: “Recovery” function of sleep: effects of purified human interleukin-1  on the sleep and febrile response of cats. In: Metabolic brain disease. Band 4, Nummer 1, März 1989, S. 73–80, PMID 2784844.